# San José Chacayá
San José Chacayá é uma cidade da Guatemala do departamento de Sololá.